# Ebrea di Algeri
L'Ebrea di Algeri (in francese: Juive d'Alger; in inglese: The Jewish Woman of Algiers) è una scultura a tecnica mista di Charles Cordier, realizzata nel 1862-1863 circa. L'opera si trova al museo Saint-Loup di Troyes, nella regione francese del Grande Est.

## Storia
Dopo la conquista francese dell'Algeria, nel 1830, la Francia e la Gran Bretagna iniziarono a espandere la loro influenza in Africa settentrionale. L'espansione coloniale favorì lo sviluppo di una branca di studi delle popolazioni esotiche, allora indicate come "razze". In un'Europa che rimaneva affascinata dall'arte e dalle tradizioni provenienti dai luoghi esotici, ma nella quale cominciavano anche a circolare le prime forme del razzismo moderno, degli artisti viaggiatori vennero incaricati di recarsi in questi paesi per realizzare dei ritratti delle donne e degli uomini che vi abitavano.
Nel 1856 Charles Cordier fu incaricato di "studiare, dal punto di vista dell'arte, i diversi tipi della razza umana indigena" ed egli si recò nell'Algeria francese. In seguito a questo viaggio, Cordier scolpì una dozzina di busti ritraenti degli algerini, che espose al Salone di Parigi del 1857. Qualche anno dopo realizzò anche questo busto, che venne esposto al Salone. Venne realizzata anche una seconda versione, che oggi figura tra le collezioni del museo Metropolitano novaiorchese, negli Stati Uniti d'America. L'opera principale (alta 88 centimetri e larga 68) fa parte delle collezioni del museo di belle arti di Troyes dal 1878.

## Descrizione

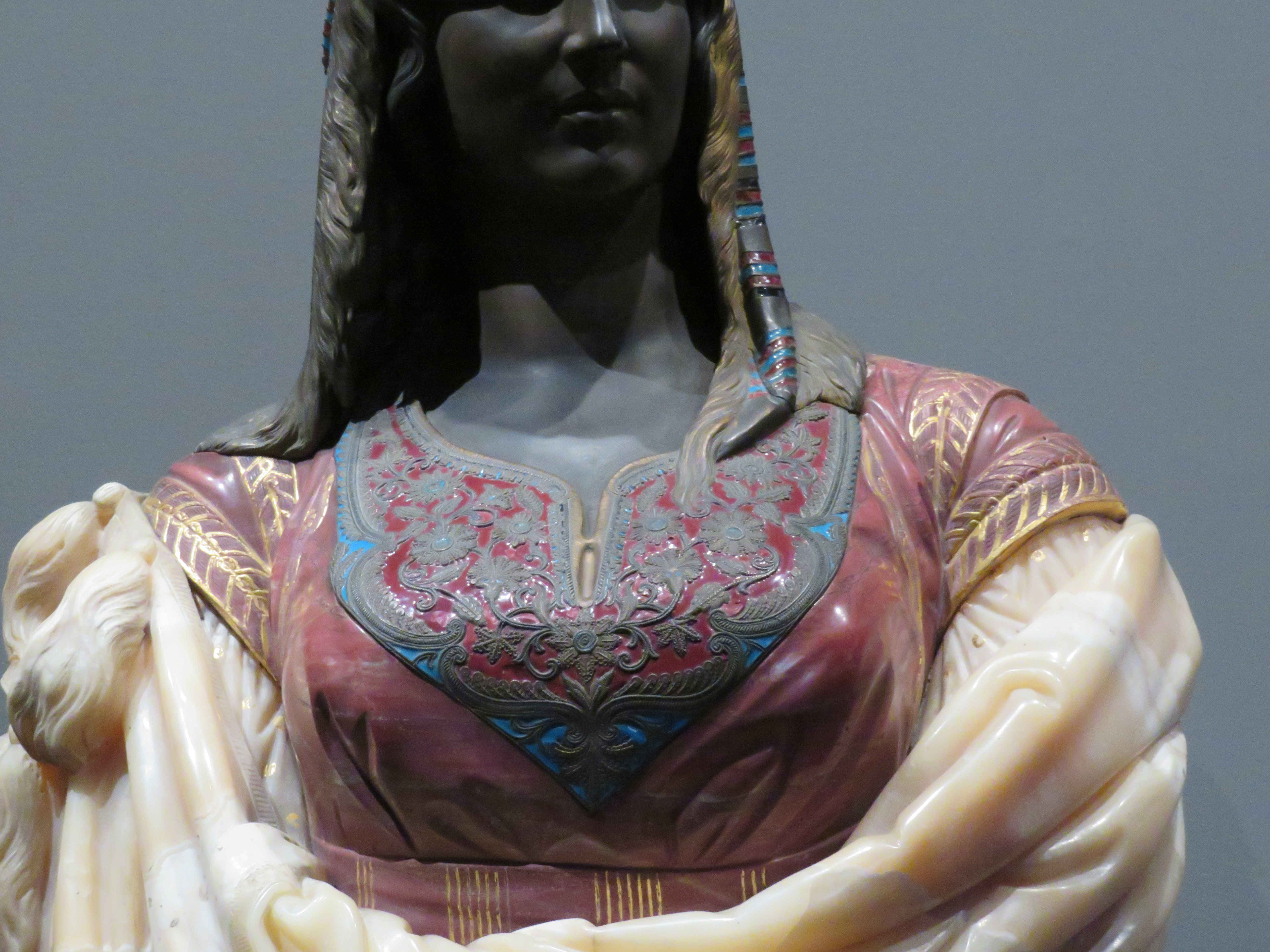
Un dettaglio della scultura.

Il busto raffigura un'ebrea della città di Algeri che gira leggermente il capo e guarda alla propria sinistra. Ella indossa un copricapo a strisce, riccamente colorato, retto da due spille ai lati della testa, e un abito con delle decorazioni floreali. I suoi capelli sono ondulati e una ciocca ricade sulla spalla. Un'altra veste, nella quale si può leggere la firma dell'artista, incornicia il busto. Sotto si trova il piedistallo. L'opera è realizzata in bronzo, bronzo smaltato, marmo, onice e porfido, oltre ad avere una doratura.
La policromia venne recuperata nella scultura proprio da Cordier, che così rese più realistici i propri busti assemblando materiali diversi. Il bronzo venne adoperato per la testa, mentre per il velo e l'abito venne smaltato. Lo smalto servì per realizzare in modo minuzioso i dettagli della fantasia floreale del vestito. Cordier riuscì a concentrarsi tanto sui tratti fisionomici dell'effigiata quanto sui particolari dell'abbigliamento.
Tra le due versioni ci sono alcune differenze di colore: nella versione di Troyes il copricapo è grigio ed è attraversato da alcune strisce rosse e azzurre, mentre nella versione neoeboracense è dorato e le strisce sono solo rosse; nel primo busto il vestito è rosso e nel secondo è bianco; lo zoccolo della seconda versione è diverso da quello della prima.